# 1722 în literatură
Anul 1722 în literatură a implicat o serie de evenimente și cărți noi semnificative.  